# Le Tremblay-sur-Mauldre
Le Tremblay-sur-Mauldre és un municipi francès, situat al departament d'Yvelines i a la regió d'Illa de França. L'any 2007 tenia 984 habitants.
Forma part del cantó d'Aubergenville, del districte de Rambouillet i de la Comunitat de comunes Cœur d'Yvelines.

## Demografia

### Població
El 2007 la població de fet de Le Tremblay-sur-Mauldre era de 984 persones. Hi havia 326 famílies, de les quals 76 eren unipersonals (27 homes vivint sols i 49 dones vivint soles), 117 parelles sense fills, 125 parelles amb fills i 8 famílies monoparentals amb fills.
La població ha evolucionat segons el següent gràfic:
Habitants censats

### Habitatges
El 2007 hi havia 347 habitatges, 326 eren l'habitatge principal de la família, 8 eren segones residències i 13 estaven desocupats. 270 eren cases i 74 eren apartaments. Dels 326 habitatges principals, 241 estaven ocupats pels seus propietaris, 74 estaven llogats i ocupats pels llogaters i 11 estaven cedits a títol gratuït; 10 tenien una cambra, 28 en tenien dues, 47 en tenien tres, 60 en tenien quatre i 180 en tenien cinc o més. 233 habitatges disposaven pel capbaix d'una plaça de pàrquing. A 112 habitatges hi havia un automòbil i a 201 n'hi havia dos o més.

### Piràmide de població
La piràmide de població per edats i sexe el 2009 era:
| Homes | Edats   | Dones |
| ----- | ------- | ----- |
| 0     | 95 o +  | 0     |
| 0     | 90 a 94 | 4     |
| 0     | 85 a 89 | 4     |
| 4     | 80 a 84 | 0     |
| 16    | 75 a 79 | 12    |
| 4     | 70 a 74 | 12    |
| 16    | 65 a 69 | 8     |
| 40    | 60 a 64 | 40    |
| 28    | 55 a 59 | 16    |
| 48    | 50 a 54 | 48    |
| 36    | 45 a 49 | 20    |
| 12    | 40 a 44 | 28    |
| 40    | 35 a 39 | 44    |
| 28    | 30 a 34 | 32    |
| 24    | 25 a 29 | 12    |
| 36    | 20 a 24 | 16    |
| 32    | 15 a 19 | 16    |
| 32    | 10 a 14 | 36    |
| 36    | 5 a 9   | 16    |
| 12    | 0 a 4   | 20    |

## Economia
El 2007 la població en edat de treballar era de 729 persones, 574 eren actives i 155 eren inactives. De les 574 persones actives 525 estaven ocupades (315 homes i 210 dones) i 49 estaven aturades (33 homes i 16 dones). De les 155 persones inactives 47 estaven jubilades, 60 estaven estudiant i 48 estaven classificades com a «altres inactius».

### Ingressos
El 2009 a Le Tremblay-sur-Mauldre hi havia 331 unitats fiscals que integraven 861 persones, la mediana anual d'ingressos fiscals per persona era de 29.260 €.

### Activitats econòmiques
Dels 37 establiments que hi havia el 2007, 2 eren d'empreses de fabricació d'altres productes industrials, 8 d'empreses de construcció, 7 d'empreses de comerç i reparació d'automòbils, 1 d'una empresa de transport, 4 d'empreses d'hostatgeria i restauració, 4 d'empreses immobiliàries, 9 d'empreses de serveis, 1 d'una entitat de l'administració pública i 1 d'una empresa classificada com a «altres activitats de serveis».
Dels 13 establiments de servei als particulars que hi havia el 2009, 1 era un taller de reparació d'automòbils i de material agrícola, 1 paleta, 1 guixaire pintor, 2 fusteries, 3 electricistes, 1 empresa de construcció, 1 restaurant i 3 agències immobiliàries.
Dels 3 establiments comercials que hi havia el 2009, 2 eren botiges de menys de 120 m² i 1 una botiga de roba.
L'any 2000 a Le Tremblay-sur-Mauldre hi havia 5 explotacions agrícoles.

## Equipaments sanitaris i escolars
El 2009 hi havia una escola elemental.

## Poblacions més properes
El següent diagrama mostra les poblacions més properes.